# Suzuki SJ
De SJ-reeksen van Suzuki werden geproduceerd vanaf 1981 in Hamamatsu, Japan. Binnen Japan werden de SJ-reeksen verkocht als Suzuki Jimny en behoorde tot de minicars. De SJ-reeks werd verlengd en uitgebreid voor de export en had wereldwijd vele namen: Samurai Samurai, Suzuki Sierra, Suzuki Caribbean, Suzuki Santana, Suzuki Jimny, Suzuki SJ410, Suzuki SJ413, Holden Drover (Australië) en Maruti Gypsy.

## 1ste generatie: SJ410
De SJ410 werd geïntroduceerd vanaf 1981 als aangepaste versie van de LJ80. Het maakte gebruik van een nieuwe en grotere versie van de 1,0 liter (970cc) viercilinder motor van de LJ. Deze watergekoelde motor produceerde 45 pk (bij 5000 tpm) en had een topsnelheid van 110 km/u.
Een handgeschakelde vierbak was standaard, net als onbekrachtigde trommelremmen aan de voor- en achterzijde. SJ-410 kwam als halfdeurs cabriolet, tweedeurs pick-up, af te nemen hardtop en glasloze hardtop. Het gewicht kwam uit op 840 kg, hierdoor was de 4x4 licht en gemakkelijk wendbaar. De SJ werd geproduceerd in Spanje bij Santana Motor S.A. in Linares.

## 2de generatie: Samurai / SJ413
In 1984 kreeg de verkoop van de SJ een nieuwe impuls dankzij de komst van de SJ413. Dit is een nieuwe versie met een 1.3 liter viercilindermotor met een vijfversnellingsbak. Verder werden ook het koetswerk en het interieur opgefrist.

### Verenigde Staten
De SJ-reeks werd geïntroduceerd in de Verenigde Staten (Canada eerder) in 1985 voor het modeljaar van 1986. Hij kostte slechts 6200 dollar en er werden 47.000 modellen verkocht in het eerste jaar. De Samurai had een viercilinder-, 1.3 litermotor met 63 pk en was beschikbaar als cabriolet en hardtop.
Het 1988 model Samurai was aangepast voor beter on-the-road weggebruik in Verenigde Staten. Deze revisie omvatte zachtere vering en een grotere anti-swaybar om het weggedrag te verbeteren. Een lagere 5e versnelling (865:1 versus 795:1) verhoogde het aantal toeren per minuut en kracht op het wegdek, en een vernieuwde stoelen en dashboard maakten de Samurai comfortabeler.
Een nieuwe 1.3 liter viercilindermotor met brandstofinjectie werd geïntroduceerd met 66 pk. De Samurai werd in 1995 teruggetrokken uit de Amerikaanse markt, toe te schrijven aan lage verkoop. Een negatieve elandtest uit het rapport van een Consumentengids in 1988 werd gezien als de oorzaak hiervan.

### Europa
In Europa waren er midden de jaren 80 veel obstakels voor het invoeren van Japanse auto's in Europa. Suzuki probeerde dit te omzeilen door de SJ 413 vanaf 1986 te laten bouwen door Santana Motors, een Spaanse autobouwer die in 2011 failliet ging. De Spaanse versie van de SJ 413 heeft een zachtere vering voor betere rij-eigenschappen op de weg. De knipperlichten hebben een andere kleur, de zetels werden veranderd en de grill ziet er anders uit. Pas vanaf 1989 krijgt de Spaanse SJ413 effectief de naam "Samurai", dit gebeurt samen met enkele optische veranderingen en enkele veranderingen aan het chassis. Rond 1998 kwam Santana met een Samurai op de markt met een 1.9-liter (met of zonder turbo) diesel van PSA met 63 pk. Tevens is er een 1.9 Renault diesel gebruikt geweest. De topsnelheid was 130 km/u. De productie van Spaanse Samurai's stopte in 2003.

### Coily
De Samurai ging verder met de verkoop buiten de Verenigde Staten (waar deze bekendstond als 'Coily' (roller)), met een wezenlijke update in 1996. Dit omvatte de wijziging van bladveren naar spiraalveren, hoewel de onafhankelijk bewegende assen werden behouden. De rest van de auto werd eveneens herontworpen, met nieuwe zetels, een nieuw dashboard en stuur werd het interieur aangepakt, en aan de buitenzijde werden de deuren vernieuwd.
Niet alle SJ's werden bijgewerkt, de originele smalle SJ410 is vandaag de dag namelijk nog steeds in productie in sommige landen. Alhoewel de Suzuki Jimny (SJ660) de oude SJ serie verving op de meeste markten na 1998, blijft de SJ dus nog steeds in productie, het is daarmee een van de weinige modellen welke al meer dan 25 jaar in productie is.

## 3de generatie: Jimny / SJ660
In 1998 is de derde generatie Suzuki SJ op de markt gebracht, bekend onder de naam Suzuki Jimny. Deze versie is met een 1.3 liter-, 82 pk-benzinemotor in zowel twee wiel aangedreven, als in vierwielaandrijvingsmodel tot op heden verkrijgbaar. In 2005 is een common-rail-dieselmotor van 1.5 liter en 65 pk geïntroduceerd.

## Trivia
- Op het in 2009 uitgebrachte album Cats Lost van Cuby and the Blizzards gaat nummer 10 over een Jimny.

Huidige modellen Europa:
Across ·
Ignis ·
Jimny ·
S-Cross ·
Swace ·
Swift · 
Vitara

Huidige modellen internationaal:
Alto Lapin · 
APV ·
Baleno ·
Carry · 
Celerio · 
Equator · 
Ertiga · 
Every ·
S-Presso ·
Landy ·
MR Wagon · 
Palette · 
Solio · 
Wagon R

Uit productie:
Cappuccino · 
Cara ·
Cervo · 
Forenza ·
Fronte · 
Grand Vitara · 
Grand Vitara XL-7 · 
Kei · 
Kizashi · 
Liana · 
LJ · 
Mighty Boy · 
Reno ·
SJ/Samurai · 
Splash ·
Suzulight · 
Twin · 
Verona ·
X-90 · 
XL7 · 
Wagon R+

Concept cars:
A-Star · 
Concept-S · 
Ionis ·
Concept Kizashi · 
Concept Kizashi 2 · 
Concept Kizashi 3 · 
Kizashi Apex Turbo ·
Kizashi EcoCharge ·
LC · 
Makai · 
Mom's Personal Wagon ·
Pixy en SCC · 
P.X · 
Q · 
RIII · 
Regina · 
S-Cross ·
Splash · 
Swift S · 
Swift PHEV ·
SXForce ·
X-Head · 
XA Alpha